# ویکرز ومپایر
ویکرز ومپایر (به انگلیسی: Vickers Vampire) یک هواپیمای ساختِ کارخانهٔ ویکرز در کشور بریتانیا است. این هواپیما برای نخستین بار در ۱ مه ۱۹۱۷ میلادی مورد استفاده قرار گرفت.